# سد بزرگ حاجی جعفر
سد بزرگ حاجی جعفر یک سد و محوطه باستانی در ایران است که در Kukherd , Hormozgan Province , Iran واقع شده‌است.